# Eupithecia slocanata
Eupithecia slocanata là một loài bướm đêm trong họ Geometridae.